# Тенерийская культура
Тенерийская культура — доисторическая культура, существовавшая в период примерно V-III тыс. до н. э. на территории пустыни Сахара. Это был влажный период в истории пустыни, известный как неолитический субплювиальный период.
Впервые термин «тенерийская культура» использовал Рейгас (Reygasse) в 1934 году.
Человеческие останки, связанные с данной культурой, впервые были обнаружены на плато Аир, а также позднее, в 2000 году, в Гоберо (пустыня Тенере в Нигере).
В 2000 году экспедиция охотников за динозаврами открыла археологический памятник Гоберо, где были обнаружены следы двух последовательно существовавших культур. Киффийская культура предшествовала тенерийской и исчезла в результате длительной засухи около 6 тыс. лет до н. э. Засуха на территории Сахары продолжалась примерно до 4600 года до н. э., после чего климат снова стал влажным; к этому времени относятся самые ранние памятники тенерийской культуры, антропологический тип которой отличался от киффийского. В Гоберо обнаружено около 200 скелетов представителей тенерийской культуры.
Во время существования тенерийской культуры Сахара была плодородной, поэтому тенерийцы занимались скотоводством, рыболовством и охотой. По захоронениям видно, что тенерийцы почитали сверхъестественные существа, хоронили своих покойных вместе с артефактами (украшения из клыков гиппопотама и керамика). Особый интерес представляет захоронение троих людей, датируемое около 3,3 тыс. лет до н. э.: взрослой женщины и двоих детей, возраст которых определён по зубам как 5 и 8 лет, обнимающих друг друга. Остатки пыльцы показывают, что они были уложены на ложе из цветов. Все трое, как предполагается, умерли в течение суток, однако на скелетах не обнаружено следов насильственной смерти. Судя по роскоши погребения, они вряд ли умерли от болезни, поэтому причина их смерти остаётся непонятной. Анализ скелетов показал, что тенерийцы, в отличие от современного населения Нигера, относились к средиземноморской расе.
В III тысячелетии до н. э. регион Сахары снова высох, и тенерийская культура бесследно исчезла. Вероятно, её носители перекочевали в климатически более благоприятные места.